# Riedstadt
Riedstadt è una città tedesca di 24 209 abitanti, situata nel land dell'Assia.

## Amministrazione

### Gemellaggi
Riedstadt è gemellata con:
- Brienne-le-Château, dal 1979
- Sortino, dal 1994
- Tauragė, dal 1994